# Toni Sevilla
Antonio Sevilla (n. Barcelona; 25 de marzo de 1949) es un actor español de teatro, cine, televisión y doblaje.

## Biografía
Fue miembro fundador del Teatre Lliure de Barcelona con el que ha interpretado: Camí de nit, Mahagonny (Bertolt Brecht), La cacatúa verde (Schnitzler), Leonci y Lena (Georg Büchner), Titus Andrònic (Shakespeare), La vida del rei Eduard II d´Anglaterra (Christopher Marlowe/Bertolt Brecht), Abraham i Samuel (Haïm), La bella Helena (Offenbach/Hacks), Las tres hermanas (Chéjov), Jordi Dandin (Molière), El balcón (Genet), Operación Ubú (Jarry), Fulgor y muerte de Joaquín Murrieta (Neruda), Primera història d'Esther (Salvador Espriu), El misántropo (Molière), L'heroi (Rusiñol), Al vostre gust (Shakespeare). Els fills del sol (Gorki), La flauta mágica (Mozart), entre 1976 y 1985, bajo la dirección de Lluís Pasqual, Fabià Puigserver, Pere Planella, Carme Portaceli y Albert Boadella.
En los últimos años se ha hecho muy popular en toda España por sus intervenciones en series televisivas, como en la teleserie de TV3 El cor de la ciutat o en Policías, en el corazón de la calle.

## Trayectoria teatral (parcial)
- 2015 - Absurds i singulars, de Alan Ayckbourn.
- 2008 - Cancún, de Jordi Galcerán.
- 2004- Fortuna accidental, escrita y dirigida por Manel Dueso.
- 1999- El suicida, de Nikolai Erdman. Dir. Magda Puyo.
- 1999- Aquí no paga nadie de Dario Fo.
- 1998- Apocalipsi, de Lluïsa Cunillé. Dir. Joan Ollé. TNC.
- 1998- Farsa y licencia de la reina castiza, de Valle-Inclán.
- La tempestad, de W. Shakespeare.
- Galileo Galilei, de Bertolt Brecht.
- El rey Juan, de W. Shakespeare, dirigidos por Calixto Bieito.
- Enredos, de Ken Ludwig. Teatro Tívoli. Festival Grec´97.Barcelona.
- El diario de Ana Frank, dirigido por Tamzin Townsend, por el que obtuvo el
- El viaje, de Manuel Vázquez Montalbán, dirigido por Ariel García Valdés en el Centro Dramático de la Generalitat.

## Cine
- 2016- Villaviciosa de al lado de Nacho G. Velilla
- 2015- Anacleto: Agente secreto
- 2013- 3 bodas de más de Javier Ruiz Caldera
- 2012- El límite, cortometraje de Xavier Cruzado, con Francesc Pagès.
- 2005- Amor en defensa propia, de Rafa Russo.
- 1999- Los sin nombre, de Jaume Balagueró.
- 1999- No respires, el amor está en el aire, de Joan Potau.
- 1997- Primates, de Carles Jové, sobre una historia de Quim Monzó.

## Televisión
- 2023: Los pacientes del doctor García, serie de La 1 y Netflix
- 2022 - 2023: Amar es para siempre, serie de Antena 3
- 2015: La Riera, serie de TV3
- 2013: Con el culo al aire, serie de Notro Films para Antena 3
- 2013: Desclassificats
- 2012: Kubala, Moreno i Manchón
- 2012: Olor de colònia
- 2011: Clara Campoamor. La mujer olvidada
- 2010: Alakrana, serie de Telecinco Cinema para Telecinco
- 2007: La Vía Augusta, serie de Ovideo TV
- 2007: Cuenta atrás, serie de Globomedia para Cuatro
- 2004: 7 vidas, serie de Globomedia para Telecinco (dos episodios)
- 2004: Falsa culpable, telefilm de Carles Vila para Antena 3 TV
- 2003-2009: El cor de la ciutat, serie de TV3
- 2003: Bichos raros, telefilm de Antonio Hernández (colaboración)
- 2000-2003: Policías, en el corazón de la calle, serie de Globomedia para Antena 3 TV (protagonista)
- 1999: La habitación blanca, mediometraje de Antonio Mercero para TVE
- 1999: Laberint d'ombres, serie de TV3 (colaboración)
- 1999: El comisario, serie de Boca TV para Telecinco. (colaboración)
- 1998: Hermanas, serie de Videomedia para Telecinco
- 1998: Pirata (tv movie para TV3) Dir. Lluis Maria Güell.
- 1997: La saga de los Clark, serie de Ovideo TV para Canal+ escrita y dirigida por Paco Mir (Tricicle)
- 1996-1997: Barrio Sésamo (TVE)
- 1995: Rosa, (TV3)
- 1994: Poble Nou (TV3) Los mejores años, en Antena 3
- Intervenciones en:

Laura (1998), La Lloll, Vostè mateix y Pedralbes Centre (series de TV3)
así como en diversos dramáticos para TVE y en las series Marta sempre, Marta tothora y El show de la familia Pera.

## Premios
- Premio al mejor actor teatral del año, otorgado por la Asociación de Actores y Directores Profesionales de Cataluña, en 1995.